# Atletika na Letních olympijských hrách 1976 – 100 metrů ženy
 Běh na 100 metrů žen na Letních olympijských hrách 1976 se uskutečnil ve dnech 24. a 25. července na Olympijském stadionu v Montrealu. 

## Výsledky finálového běhu
| *                | jméno                    | země                           | čas   |
| ---------------- | ------------------------ | ------------------------------ | ----- |
| Zlatá medaile    | Annegret Richterová      | Západní Německo                | 11,08 |
| Stříbrná medaile | Renate Stecherová        | Německá demokratická republika | 11,13 |
| Bronzová medaile | Inge Heltenová           | Západní Německo                | 11,17 |
| 4                | Raelene Boyleová         | Austrálie                      | 11,23 |
| 5                | Evelyn Ashfordová        | Spojené státy americké         | 11,24 |
| 6                | Chandra Cheeseboroughová | Spojené státy americké         | 11,31 |
| 7                | Andrea Lynchová          | Německá demokratická republika | 11,32 |
| 8                | Marlies Oelsnerová       | Německá demokratická republika | 11,34 |